# Wormaldia carinata
Wormaldia carinata là một loài Trichoptera trong họ Philopotamidae. Chúng phân bố ở miền Cổ bắc.